# Lijst van onroerend erfgoed in Turnhout
Een overzicht van het onroerend erfgoed in Turnhout. Het onroerend erfgoed maakt deel uit van het cultureel erfgoed in België.
Vanwege de grootte van de lijst, is deze gesplitst in twee delen, telkens alfabetisch gerangschikt op adres:
- Lijst van onroerend erfgoed in Turnhout (straatnamen A-K)
- Lijst van onroerend erfgoed in Turnhout (straatnamen L-Z)